# Куракін Іван Володимирович
Іва́н Володи́мирович Кура́кін (15 червня 1988, м. Вільнянськ, Вільнянський район, Запорізька область — 1 квітня 2022, с. Роздольне, Волноваський район, Донецька область) — воїн ЗСУ, 6-й окремий стрілецький баральйон, 2-га окрема стрілецька рота, ВЧ А-7090.

## Життєпис
Народився у м. Вільнянськ на Запоріжчині. Батько — Куракін Володимир Анатолійович, електрик. Мати — Куракіна (Бойко) Тетяна Володимирівна, вихователь дитячого садка.
Навчався у ЗОШ № 3, м. Вільнянськ та Вільнянському професійному ліцеї, де здобув інженерно-технічну спеціальність.
У 2006—2007 рр. проходив строкову військову службу (Десантно-штурмові війська Збройних сил України).
З 2007 р. працював у Запоріжжі (АТ «Мотор Січ», приватні підприємства).
У 2022 р. воював у ЗСУ, доброволець. Загинув 1 квітня 2022 р. на Донбасі.
Похований з почестями на центральному цвинтарі м. Вільнянськ.

## Сім'я
Дружина Анна, син Тимур і дочка Сабріна.

## Нагороди
- Орден «За мужність» III ступеня — за особисту мужність і самовіддані дії, виявлені у захисті державного суверенітету та територіальної цілісності України, вірність військовій присязі[3].